# Diadegma claripenne
Diadegma claripenne är en stekelart som först beskrevs av Thomson 1887.  Diadegma claripenne ingår i släktet Diadegma och familjen brokparasitsteklar. Arten är reproducerande i Sverige. Inga underarter finns listade i Catalogue of Life.